# Nate Silver

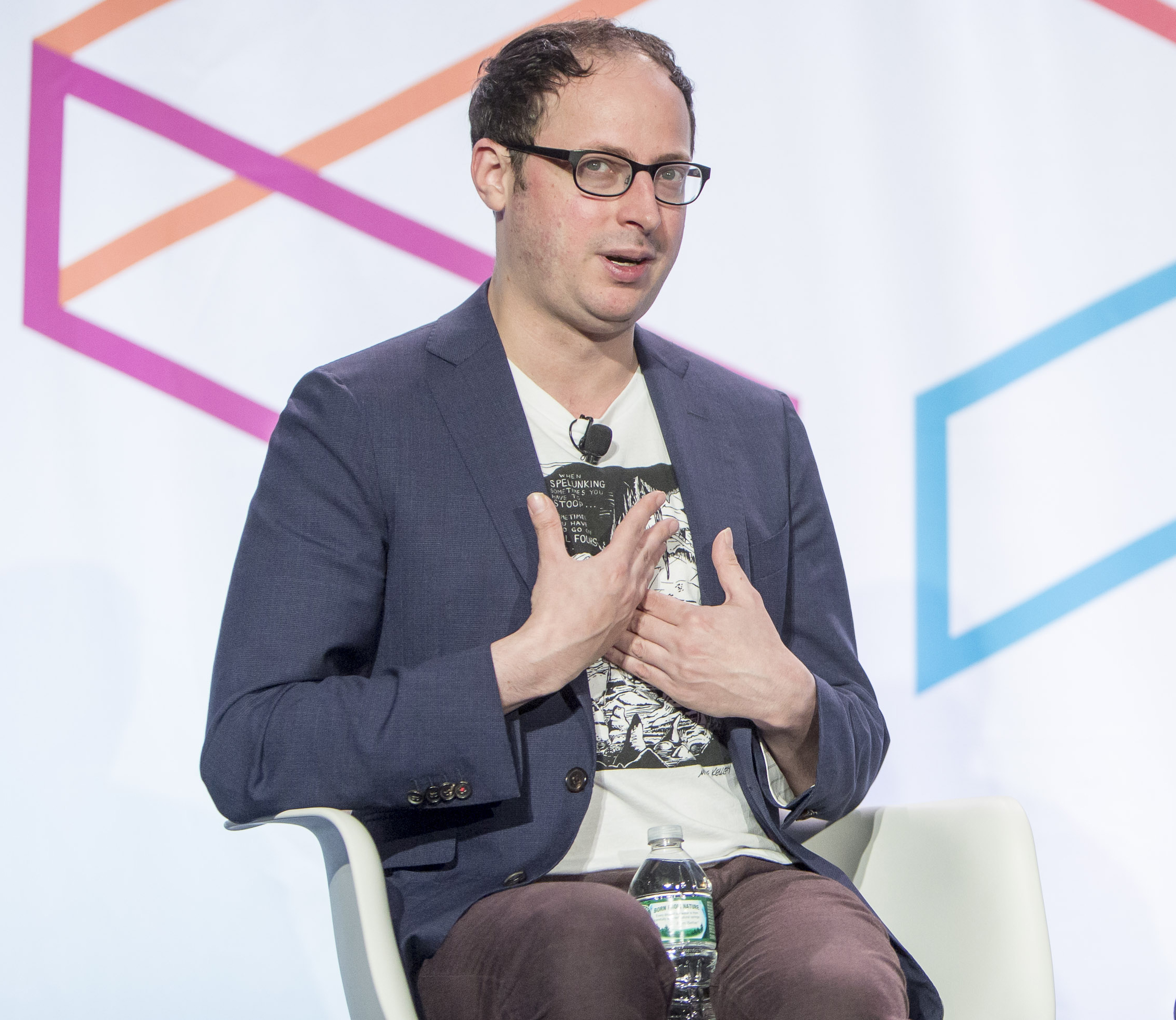
Nate Silver (2015)

Nathaniel Read „Nate“ Silver (* 13. Januar 1978 in East Lansing, Michigan) ist US-amerikanischer Journalist, Autor und Statistiker. Er ist sowohl im Bereich der statistischen Analysen zu Baseballspielen (siehe Sabermetrics) als auch in der Wahlforschung tätig. Silver ist Gründer der Nachrichtenwebseite FiveThirtyEight.
Im April 2009 wurde er von der Zeitschrift Time zu einer der 100 weltweit einflussreichsten Persönlichkeiten gezählt.
Silvers Buch „The Signal and the Noise“, das statistische Grundlagen von Prognosen für ein allgemeines Publikum vermittelt, wurde im September 2012 veröffentlicht. Es befand sich mehrere Wochen auf der New York Times Bestseller Liste für Sachbücher während es in den Vereinigten Staaten auf Amazon unter den meistverkauften Sachbüchern des Jahres 2012 auf Platz 3 landete.

## Karriere
Silver gewann erste öffentliche Anerkennung für die Entwicklung von PECOTA, einem nach Bill Pecota benannten Algorithmus zur Vorhersage der Leistung und beruflichen Entwicklung von Baseballspielern.
Im Jahr 2007 begann Silver unter dem Pseudonym „Poblano“ Analysen und Prognosen zur US-Präsidentschaftswahl 2008 zu veröffentlichen. Im Bezug auf die Präsidentschaft sagte sein Modell in 49 der 50 US-Bundesstaaten, im Bezug auf die Wahlen zum US-Senat für alle 35 Sitze den Ausgang korrekt voraus und brachte Silver weltweite Aufmerksamkeit.
Von August 2010 bis Juli 2013 war Silvers Datenjournalismus-Blog eingebunden in den Internetauftritt der New York Times. Silvers Blog wurde im Juli 2013 von ESPN gekauft und ging am 17. März 2014 wieder unter der Domain FiveThirtyEight.com online. Silver stellte dafür ein 20-köpfiges Team aus Journalisten und Programmierern zusammen, die neben Sport auch die Rubriken Politik, Wirtschaft, Wissenschaft und Leben abdecken.
Bei der US-Präsidentschaftswahl 2012 sagte Silver die Gewinner aller 50 Bundesstaaten und des District of Columbia korrekt voraus. Auch bei den weniger Aufmerksamkeit und Wählerschaft anziehenden Midterm Elections (2010, 2014), haben sich trotz einiger Fehleinschätzungen seine Prognosen weitgehend bewahrheitet.
Zur US-Präsidentschaftswahl 2016 gab die finale Prognose seines Modells am Tag der Wahl eine Wahrscheinlichkeit von 29 % für einen Wahlsieg Donald Trumps an, eine deutlich höhere Chance, als vergleichbare Prognosen der New York Times und Huffington Post Trump einräumten. Laut Silver lag dies daran, dass in seinem Modell Unsicherheit wie bspw. die Wahrscheinlichkeit, dass Umfrageinstitute Fehler in ihrer Methodik begehen, schlichtweg ein größerer Faktor war. 2016 lagen die durchschnittlichen Umfrageergebnisse in einigen Swing States im Vergleich zu den tatsächlichen Wahlergebnissen um mehrere Prozentpunkte daneben. Silver erklärte dies hauptsächlich damit, dass in den meisten Umfragen Bildung nicht stark genug gewichtet wurde.
Seit 2018 gehört FiveThirtyEight zu ABC News, einem Tochterunternehmen der Walt Disney Company. Im April 2023 wurde bekannt, dass Stellenkürzungen bei Disney auch FiveThirtyEight betreffen würden und dass Silver das Unternehmen verlassen werde. Silver selbst gab später bekannt, dass der 30. Juni 2023 sein letzter Arbeitstag bei FiveThirtyEight gewesen sei. Er kritisierte sogleich die ersten Entscheidungen seines Nachfolgers G. Elliott Morris.

## Poker
Silver spielt semi-professionell Poker und nahm mehrfach an der World Series of Poker (WSOP) am Las Vegas Strip teil. Im Oktober 2021 belegte er bei einem 10.000 US-Dollar teuren Event der Turnierserie in der Variante Limit Hold’em den mit über 150.000 US-Dollar dotierten zweiten Platz. Bei den Poker Masters im Aria Resort & Casino am Las Vegas Strip wurde der Amerikaner Ende September 2022 beim vierten Turnier Zweiter und erhielt rund 140.000 US-Dollar. Bei der im Horseshoe Las Vegas und Paris Las Vegas ausgespielten WSOP 2023 erzielte er seine erste Geldplatzierung beim Main Event der Turnierserie und erreichte den sechsten Turniertag. Dort schied er auf dem mit über 90.000 US-Dollar dotierten 87. Rang aus.
Insgesamt hat sich Silver mit Poker bei Live-Turnieren mehr als 800.000 US-Dollar erspielt.

## Persönliches
Silver ist offen homosexuell. Am Tag der Legalisierung der gleichgeschlechtlichen Ehe in den Vereinigten Staaten begrüßte er öffentlich die Entscheidung des obersten Gerichtshofs in Obergefell v. Hodges.

## Werke
- Nate Silver: The Signal and the Noise: Why Most Predictions Fail – But Some Don’t. Penguin, New York 2012, ISBN 978-1-59420-411-1.
  - Deutsch von Holger Wolandt und Lotta Rüegger: Die Berechnung der Zukunft. Warum die meisten Prognosen falsch sind und manche trotzdem zutreffen. Heyne, München 2013, ISBN 978-3-453-20048-7.
- On the Edge. The Art of Risking Everything. Penguin/Allen Lane, 2024.